# Salamanca (miasto w Meksyku)
Salamanca – miasto w środkowym Meksyku, w stanie Guanajuato, na obszarze Mesy Centralnej, na wysokości 1760 metrów, nad rzeką Lerma. Siedziba władz gminy Salamanca.
W mieście rozwinął się przemysł chemiczny oraz bawełniany.
W 2010 roku miasto liczyło około 160 tys. mieszkańców.